# Matthew Atkinson
John Matthew Atkinson (Marietta, 27 dicembre 1988) è un attore statunitense, noto in Italia principalmente per il ruolo di Thomas Forrester nella soap opera Beautiful.

## Biografia
La sua famiglia si è trasferita più volte in Alabama e nel Mississippi prima di stabilirsi a Kennesaw, in Georgia. Dopo il liceo, Atkinson si è trasferito ad Atlanta dove ha frequentato alcuni corsi universitari e nel frattempo si è dedicato alla recitazione, per poi trasferirsi a Los Angeles. Nel 2019 è entrato nel cast della soap opera Beautiful, in cui interpreta il personaggio di Thomas Forrester restando nella soap opera fino al 2024.

## Filmografia

### Cinema
- 3 1/2, regia di Ken Feinberg - cortometraggio (2009)
- The Blind Side, regia di John Lee Hancock (2009)
- Los Angeles di fuoco (Eruption: LA), regia di Sean Cain (2018)

### Televisione
- One Tree Hill - serie TV, episodio 6x16 (2009)
- Drop Dead Diva - serie TV, episodio 1x02 (2009)
- CSI - Scena del crimine (CSI: Crime Scene Investigation) - serie TV, episodio 11x08 (2010)
- Jane stilista per caso (Jane by Design) - serie TV, 17 episodi (2012)
- Fletcher Drive - serie TV, episodio 1x05 (2012)
- Hot Mess - film TV (2013)
- Febbre d'amore (The Young and the Restless) - soap opera (2014-2015)
- The Middle - serie TV, episodio 6x16 (2015)
- Young & Hungry - Cuori in cucina (Young & Hungry) - serie TV, episodio 6x15 (2015)
- Inspired to Kill, regia di Michael Feifer - film TV (2016)
- Powerless - serie TV, episodio 1x03 (2017)
- Le sorelle dello sposo (Sisters of the Groom), regia di Bradford May – film TV (2017)
- NCIS: Los Angeles - serie TV, episodi 9x03 e 9x15 (2017-2018)
- Beautiful (The Bold and the Beautiful) - soap opera (2019-2024)
- Un compleanno quasi perfetto (The Party Planner), regia di Jake Helgren - film TV (2020)
- Everything Is Doing Great - serie TV, 3 episodi (2021)

## Doppiatori italiani
Nelle versioni in italiano delle opere in cui ha recitat, Matthew Atkinson è stato doppiato da:
- Flavio Aquilone in CSI - Scena del crimine
- Gabriele Marchingiglio in Jane stilista per caso
- Gabriele Lopez in Drop Dead Diva
- Alessandro Campaiola in The Middle
- Stefano Crescentini in Beautiful